# 韓裔馬來西亞人
韓裔馬來西亞人，在2015年有12690人。位于世界第22和東南亞第5大韓僑群體。

## 移民歷史
馬來西亞的韓國人的歷史可以追溯到半個世紀前。馬來西亞和韓國在1960年建立了外交關係，而在接下來的十年中，馬來西亞醫生短缺，包括韓國人和菲律賓人在內的一些外國醫生被授權在馬來西亞執業。一些建築工人，飛行員和水手也被派往馬來西亞工作。

## 人口分布

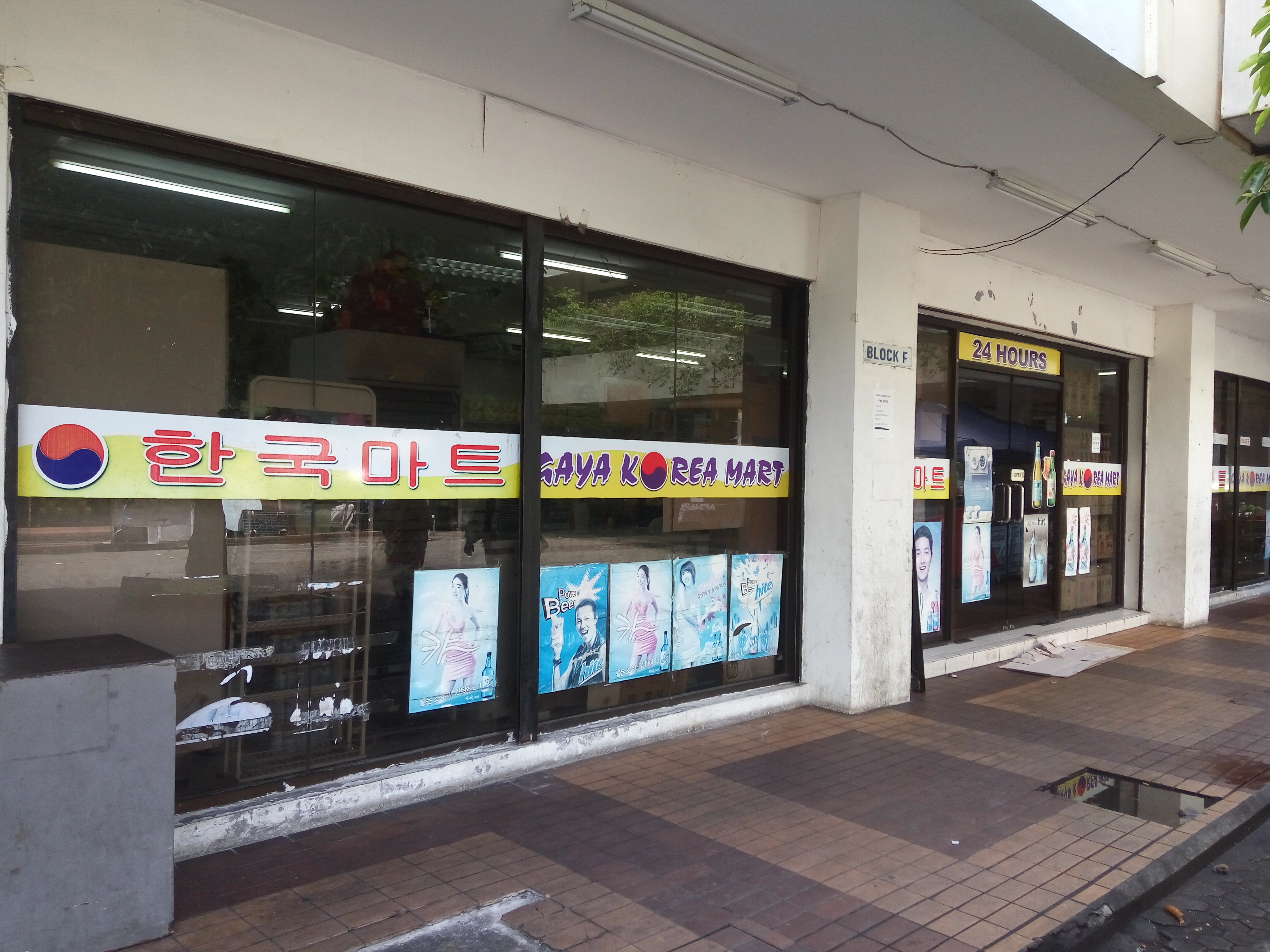
位于沙巴亚庇的一所韩国店

馬來西亞的韓僑社區主要由在當地韓國公司工作的外派職員以及越來越多的國際學生組成。根據馬來西亞我的第二家園移民計劃，退休人員的人數也在不斷增加。大多數韓僑都集中在吉隆坡和雪蘭莪州，特別是在安邦，那裡有一個韓僑社區正在萌芽。
韓劇在馬來西亞的受歡迎，使韓僑受到日益友善的接待。房地產投資是韓國人遷移到馬來西亞的另一個因素，因為在韓國擁有兩個以上的房產的人会被征收稅收。自美國之後，馬來西亞是韓國人第二大海外房地產投資市場。
2006年約有20萬韓國遊客來到馬來西亞; 亞庇是他們最受歡迎的目的地。大約有1800到2000名韓國人在沙巴居住，其中大部分在亞庇。沙巴石油和天然氣項目已經讓三星工程的韓國員工在那里工作和生活，直到2013年12月最終完工。

## 教育
馬來西亞約有兩千名韓國人是學生，馬來西亞的多元文化環境為他們提供練習英語的機會，同時可以學習中文或馬來語等其他語言。韓國教會是他們社會生活的重要組成部分。他們的父母也喜歡馬來西亞的其他國家有幾個原因。馬來西亞生活和教育的低成本是一個主要的拉動因素;家長們也相信馬來西亞比鄰國提供更好的英語學習環境，因為馬來西亞的伊斯蘭教盛行，意味著不用擔心夜生活令他們分心。
一個幫助當地學生安排海外學習的首爾公司的代表估計，去東南亞的90％的韓國學生選擇馬來西亞作為他們的目的地。但是，一些國際學校已經停止接受韓國學生，因為他們的學生比例過大。在許多情況下，母親與年輕的學齡兒童一起來到馬來西亞，而在韓國的父親則留在韓國，並寄錢支持他們。
馬來西亞首家正式註冊的韓國人學校，馬來西亞韓國學校於1974年12月7日成立，它有26名教師，截至2006年共招收148名學生。它位於吉隆坡的安邦路。